# República Turca de Chipre do Norte
Chipre do Norte (em turco: Kuzey Kıbrıs), oficialmente a República Turca de Chipre do Norte (RTCN) (em turco: Kuzey Kıbrıs Türk Cumhuriyeti — KKTC) é um estado de facto, e ocupa o terço norte da ilha de Chipre, no Mediterrâneo Oriental. Sua capital de facto é Nicósia do Norte (em turco: Lefkoşa), cidade dividida com a internacionalmente reconhecida República de Chipre.
A Turquia é o único país que a reconhece; todos os demais governos e as Nações Unidas reconhecem a soberania da República de Chipre sobre toda a ilha. A Organização da Conferência Islâmica reconhece à República Turca de Chipre do Norte como um estado constituinte, sob o nome de Estado Turco Cipriota.
Colônia britânica de facto desde 1878, a ilha de Chipre proclamou a sua independência em 1960, ainda que com a oposição da minoria turca, que habitava a ilha em conjunto com a maioria grega. A Organização das Nações Unidas viu-se obrigada a enviar uma força de paz permanente.
Em 2014, a República Turca de Chipre do Norte, iniciou um diálogo com as Nações Unidas e Chipre, para o reconhecimento como estado soberano.

## História
Devido à sua localização geográfica e à sua importância estratégica, a ilha de Chipre foi invadida por hititas, assírios, egípcios, persas, ptolemeus, romanos, bizantinos, nomes da Casa de Lusinhão e venezianos.
Em 1571, a ilha foi conquistada pelo Império Otomano. Os otomanos governaram a ilha mediante o sistema millet onde todos os indivíduos eram  classificados segundo sua religião. Chipre esteve sob o domínio turco até 1878, quando iniciou-se a ocupação britânica.
Até à Primeira Guerra Mundial, a ilha pertenceu legalmente à Turquia, quando em 1914 o Reino Unido passou a considerá-la como parte de seu império devido à aliança da Turquia com os Impérios Centrais. A posse oficial de Chipre como colônia da coroa britânica ocorreu apenas a partir de 1925.
Em 1960, obteve a sua independência.

### Independência de Chipre
O domínio britânico não pôde conter as aspirações próprias de ambas as comunidades. Os greco-cipriotas haviam iniciado em 1830, quando nasceu o estado grego, uma reivindicação pela enosis (união com a Grécia, com quem tinham vínculos culturais e históricos).
Contrariamente, os turco-cipriotas conformaram a Volkan, uma milícia que em 1958 passou a chamar-se Organização de Resistência Turca (TMT) cujo objetivo era evitar a enosis apoiando o taksim, divisão da ilha entre Turquia e Grécia.
As demandas derivaram em uma luta violenta, dirigida pela Organização Nacional de Lutadores Cipriotas (EOKA), com o respaldo de Makarios III, arcebispo e primado da Igreja Autocéfala Ortodoxa de Chipre (ou Igreja Ortodoxa Cipriota). Ante tal situação, os turcos passaram a apoiar o domínio britânico para evitar que fossem súditos de um estado grego.
Diante do custo militar  e de vidas humanas que demandava ao Reino Unido manter a situação colonial, este país convidou a Grécia e a Turquia a encontrarem uma solução para a questão cipriota.
Ele derivou no Acordo de Zurique de 1958 e no Acordo de Londres de 1959. Os mesmos entraram em vigor em 16 de agosto de 1960 com o nascimento da República de Chipre através de uma complexa constituição cujos principais pontos eram:
- República bicomunal com estatuto igualitário de ambas as comunidades;

- Grécia, Turquia e o Reino Unido seriam as potências garantidas, com direito de intervenção quando o regime constitucional estivesse em perigo;

- Com a finalidade de evitar a enosis, declarou-se que Chipre não podia unir-se a nenhum estado, ou a grupos de estados, ou a organizações das quais Grécia e Turquia não fossem parte. Também estabeleceu-se a não participação, em todo ou em parte, da República de Chipre em uma união política ou econômica com outro Estado;

- O poder executivo ficava a cargo de um presidente greco-cipriota, e um vice-presidente turco-cipriota, eleitos por suas respectivas comunidades por sufrágio universal;

- Ambos gozariam de poderes idênticos, com direito a veto;

- O poder legislativo (casa dos representantes) com integrantes eleitos por cada comunidade em proporção 70/30;

- Cada comunidade disporia de sua própria câmara legislativa comunal com competências no âmbito religioso e cultural entre outras.

- As duas comunidades aceitaram nos tratados renunciar a suas demandas de enosis e taksim.

### Divisão intercomunal

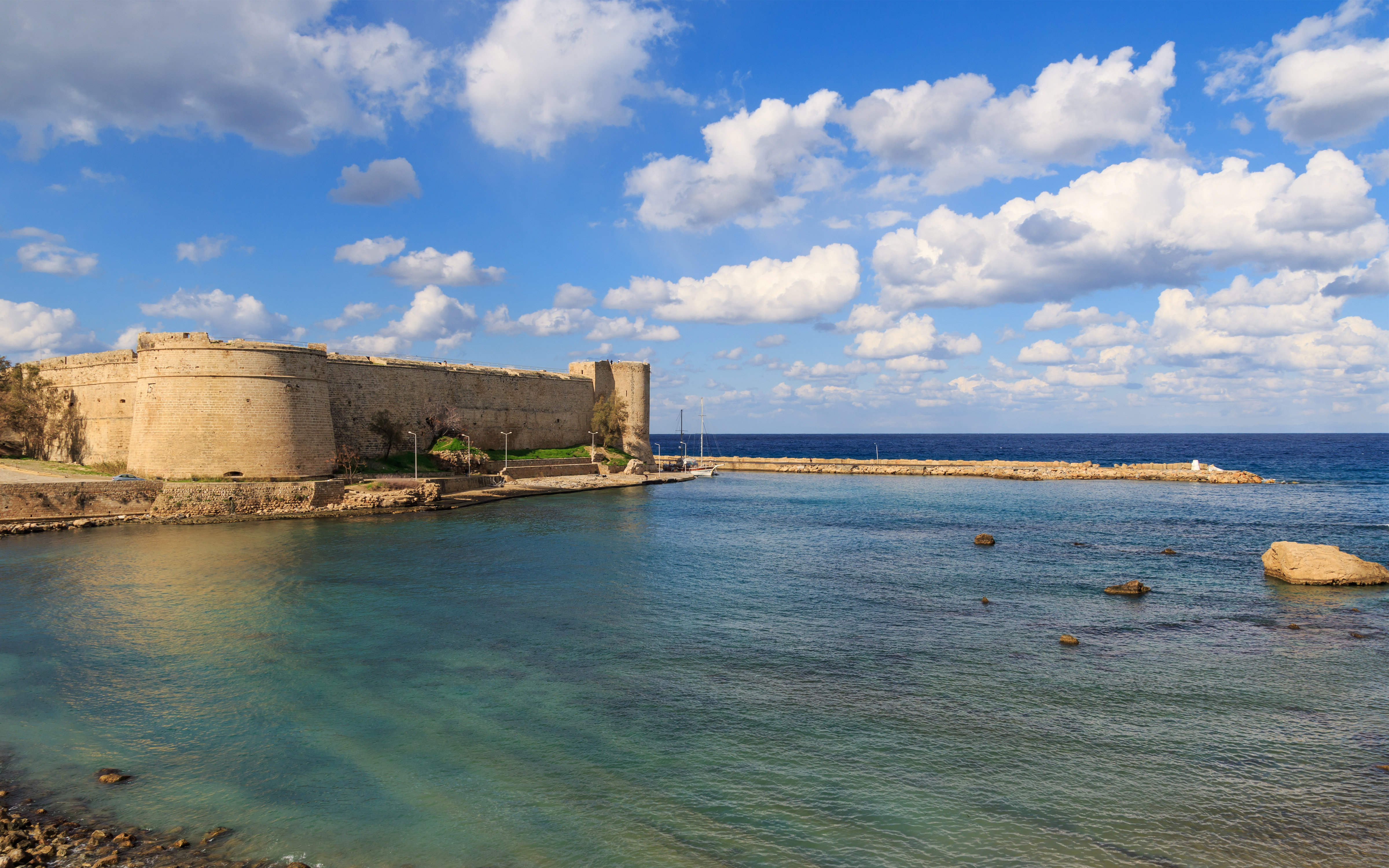
Castelo de Cirénia

O líder greco-cipriota, Makarios III, contrário à igualdade intercomunal, procurou eliminar o direito a veto dos turco-cipriotas através da modificação da constituição. O rechaço destes provocou diversos atos de violência no ano de 1963, que tiveram seu cume no mencionado ano, ao seguinte e em 1967.
Consequentemente, os turco-cipriotas viram-se obrigados a deixar setores da ilha, exilar-se em enclaves e deixar seus postos de trabalho. O Conselho de Segurança da ONU aprovou a instalação de uma força de paz, a UNFICYP, empregada em toda a ilha.

### Operações militares turcas
Em 15 de julho de 1974 efetua-se na ilha um golpe de Estado contra o governo de Makarios. Este foi liderado por um grupo de militares gregos e greco-cipriotas com a intenção de reviver a enosis. O mesmo contava com o respaldo da denominada ditadura dos coronéis que governou a Grécia entre os anos de 1967 e 1974.
Isto espantou a Turquia, que temia pela minoria turco-cipriota com a qual se havia comprometido a defender pelo tratado de garantias que havia dado origem ao estado cipriota. Por ele, levou a cabo uma maciça invasão do setor do norte de Chipre através da denominada Operação Átila (também denominada pelos turcos "Operação de Manutenção da Paz").
Consequentemente, 37% do território ficou nas mãos turcas e, entre 140 000 e 160 000 greco-cipriotas tiveram que fugir da parte norte da ilha.
Desde então, a volta dos refugiados a suas terras e a suas propriedades é reclamada pelos greco-cipriotas. A Turquia, por sua parte, respondeu com a proclamação em 1975 do "Estado Federado Turco de Chipre" e em novembro de 1983 com uma declaração de independência convertendo-se na República Turca de Chipre do Norte (RTNC).

### Situação posterior à invasão turca
Desde a realização da operação de 1974, a ONU tentou resolver o conflito sem êxito.
Em 1999, a União Europeia estabeleceu no Conselho Europeu de Helsínquia que a reunificação não era uma condição para a adesão de Chipre. A Grécia ameaçou vetar a candidatura da Turquia se não se incluísse esta decisão.
As Nações Unidas realizaram numerosos esforços para a solução do conflito através da reunificação. As propostas realizadas pelo Secretário Geral das Nações Unidas em 1984, 1986 e em 1992 foram rechaçadas pelos greco-cipriotas por não admitir a igualdade política entre as duas comunidades. Outras tentativas de solução ao conflito fracassaram em 1996 e 1997, devido a que aos turco-cipriotas não era reconhecido como Estado independente.
O então Secretário-Geral da ONU, Kofi Annan, apresentou uma nova proposta em 2002 que incluía conceitos que provocaram fortes reticências entre a comunidade grega. Revisada em 2003, estabelecia a criação de uma federação de dois estados — o Estado Greco-Cipriota e o Estado Turco-Cipriota — unidos conjuntamente por um governo federal com escasso poder, algo similar ao que está em vigor na Bósnia e Herzegovina ou ao que governava a Sérvia e Montenegro até à sua dissolução.
Depois de numerosas conversas, em 24 de abril de 2004, o plano de paz do Secretário-Geral das Nações Unidas para Chipre foi apresentado a sua ratificação em referendo em ambas as comunidades.
Os turco-cipriotas, ignorando o conselho de seu presidente Rauf Denktash (que recomendava votar contra), aprovaram a proposta por 65% de sua população. A comunidade greco-cipriota rechaçou o plano e, com isso, acabavam-se todas as esperanças de que um Chipre unificado pudesse ascender à União Europeia em 1 de maio de 2004. Grande parte da população greco-cipriota pensava que o plano dava demasiados poderes à parte turca. A principal opção foi a oposição grega porque todos os refugiados greco-cipriotas não puderam voltar a suas casas, que as tropas turcas puderam permanecer na ilha indefinidamente e que também o fizeram os 45 000 colonos turcos instalados na mesma.

## Governo e política

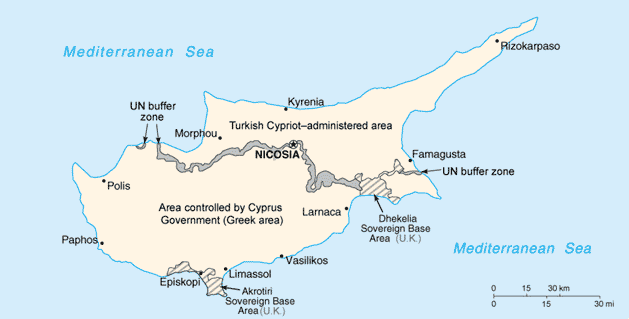
Mapa da Ilha de Chipre. Ao norte, a República Turca de Chipre do Norte. Ao sul, a República de Chipre.

- Forma do Estado: República secular e parlamentar baseada na constituição de 1985, muito parecida à da Turquia.

- Chefe de Estado: presidente eleito por eleição direta e por um período de cinco anos. O atual presidente é Ersin Tatar, eleito em abril de 2020 como quinto presidente da república.

- Legislatura: unicameral. A assembleia legislativa (Cumhuriyet Meclisi), tem 50 membros eleitos de forma direita por sufrágio universal, e por um período de cinco anos.

- Executivo: a cargo do conselho de ministros[6] nomeados pelo presidente por conselho do primeiro-ministro.

Principais partidos políticos
Partidos parlamentares
Partido Republicano Turco (CTP)
Partido Nacional da Unidade (UBP)
Partido Democrata (DP)
Movimento da Paz e Democracias (BDH)
Partidos não parlamentares
Partido Comunista de Libertação (TKP)
Partido do Novo Chipre (YKP)

### Sistema judicial
A corte mais alta é a Suprema Corte de Justiça. Esta funciona como corte constitucional, corte de apelações e Alta Corte Administrativa. Possui sete juízes.
Cortes subordinadas:
O poder judicial é exercido, além da Suprema Corte de Justiça, pelas cortes de Assize, do distrito e da família.

#### Corte Suprema de Justiça
Composta pelo presidente e juízes da Suprema Corte, um membro nomeado pelo Presidente da República Turca de Chipre do Norte, outro nomeado pela Assembleia Legislativa, o Fiscal Geral e um membro eleito pela Associação Bar, é responsável do nomeação, ascensão, transferência e assuntos de disciplina de todos os juízes.
As nomeações dos presidentes e juízes da Corte Suprema encontram-se sujeitas à aprovação do Presidente da República.

## Geografia

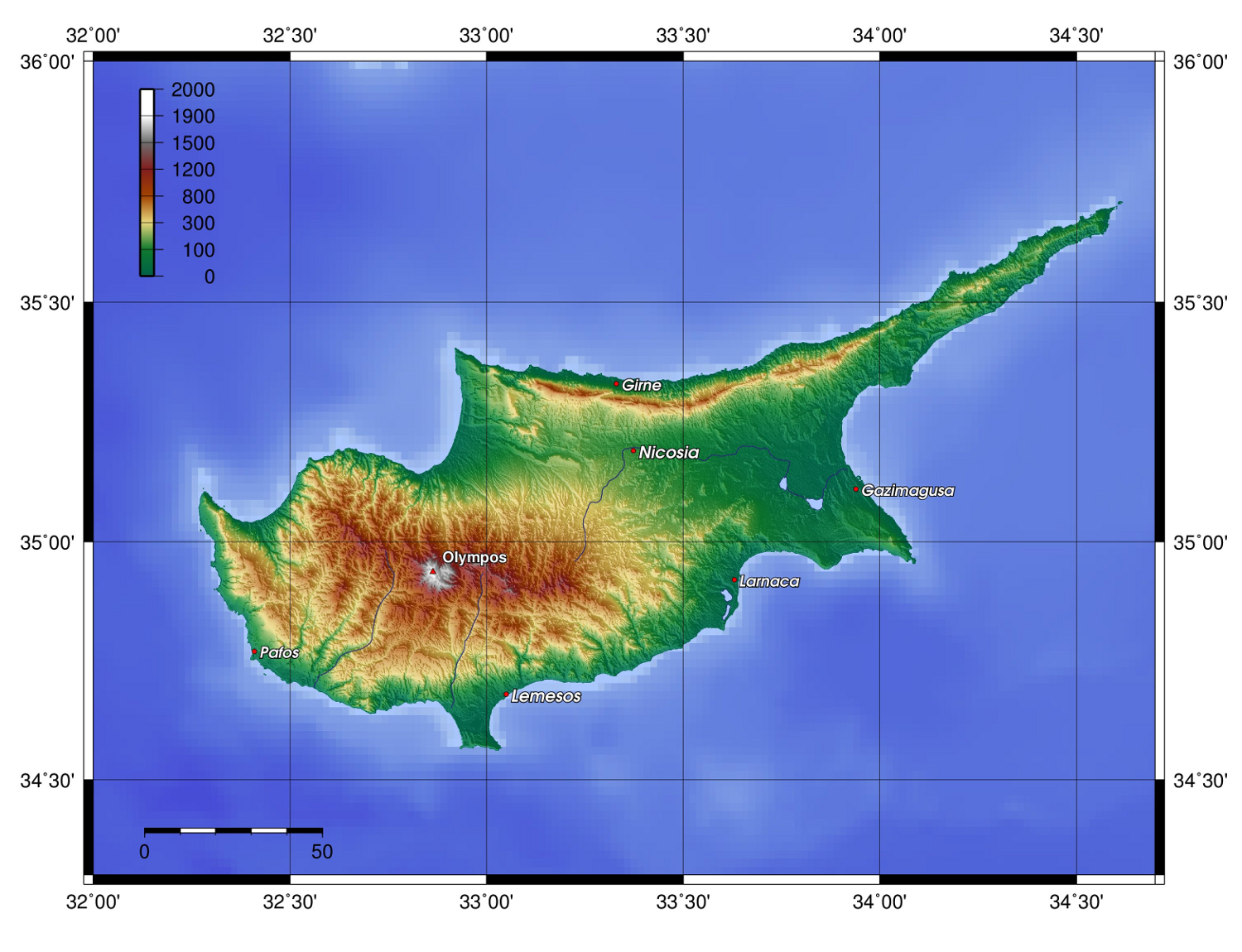
Topografia de Chipre.

A República Turca de Chipre do Norte tem uma população em torno de 190 000 habitantes, aproximadamente 190 km de largura, 65 km de comprimento e 3 355 km² de área, compreendendo 36% da ilha.
Chipre é a ilha mais oriental do mar Mediterrâneo e a terceira em tamanho atrás da Sicília e da Sardenha. O ponto mais próximo da Turquia é a 67 km, da Síria a 102 km e do Egito a 417 km.
Sua geografia caracteriza-se por uma sucessão de cadeias montanhosas, planícies e planaltos. A cadeia montanhosa de Cirénia (Pentadáktylos ou Beşparmak, significando cinco dedos) percorre em sentido leste-oeste; tem seu ponto máximo no monte İçova de 1 023 m de altitude; partindo do leste da ilha, perde altura e estende-se ao largo da península de Karpas.
Principais Cidades
Ao sul da cadeia montanhosa de Cirénia encontra-se Nicósia (Lefkosia) (população do setor controlado pela RTNC: 61 mil habitantes), capital da República Turca de Chipre do Norte. Através dela situa-se a Linha Verde, que divide a cidade em duas.
Outras cidades maiores são Famagusta (Magusa, 30 000 habitantes), Cirénia (Girne, 22 000 habitantes) e o centro citrícola de Morphou (Guzelyurt, 15 000 habitantes).

## Economia
Durante os anos de 1963 a 1974, a economia turco-cipriota tinha grandes sintomas de subdesenvolvimento. As principais razões desta condição eram o bloqueio econômico e que sua base produtiva era inadequada.
Nos anos seguinte, com a ajuda de novas administrações e de métodos mais atualizados, esses problemas foram superados quando tornou-se uma economia mais saudável e estável. Os planos focalizaram-se a reativar a indústria secundária e o turismo. Estes esforços são bastante satisfatórios pelo que depois de um período de rápido crescimento passou-se a um crescimento mais modesto e sustentável.
A economia da República Turca de Chipre do Norte está dominada pelo setor de serviços, incluindo ao setor público, o setor comercial, o turismo e a educação; com um peso mais pequeno da agricultura e a manufatura liviana. Durante os anos de 1977 a 2003, o Produto Interno Bruto cresceu 37,5% a preços constantes de 1977, alcançando 10 177,1 milhões de liras turcas (U$S 1 283,7 milhões de dólares).
A agricultura é ainda importante em sua economia onde os principais produtos são: cítricos, uvas, vinho, batatas e outros vegetais. Os produtos manufaturados, a construção, a distribuição e outros serviços são os que mais emprego produzem mas o turismo é a indústria mais crescente.
A economia opera sobre a base de um sistema de mercado que ainda continua com o problema do isolamento dos turco-cipriotas, a falta de inversão pública e privada, os altos custos de frete e a baixa disponibilidade de mão de obra qualificada. Apesar dessas limitações, a economia exibe um alto rendimento nos últimos anos com um crescimento de 9,6% em 2004 e de 11,4% em 2003. O ingresso per capita quase dobrou em 2004 (7 350 dólares) com respeito a 2002 (4 409 dólares). Este crescimento tem sido alentado pela relativa estabilidade da lira turca, o emprego de uns 5 000 turco-cipriotas no sul de Chipre, onde os salários são significativamente mais altos, e a melhoria nos setores da educação e da construção. Em 2003, o setor de serviços representou quase dois terços do PIB, a indústria em 11,6%, a  agricultura 10,6% e a construção 10,1%.
A diminuição nas restrições para viajar entre as duas partes da ilha em abril de 2003 permitiu um grande movimento de pessoas sem incidentes étnicos. Em agosto de 2004, novas regulações da União Europeia (UE) permitiram que mercadorias produzidas no norte da ilha sejam vendidas no sul a satisfazer os requerimentos fito-sanitários desta associação. Em maio de 2005, as autoridades turco-cipriotas adotaram uma nova regulação a semelhança da UE ao aceitar que certas mercadorias do sul fossem vendidas no norte. Apesar desses esforços, o comércio entre ambos os lados é muito limitado.
Enquanto ao comércio exterior, a Turquia segue sendo o principal sócio da República Turca de Chipre do Norte, provendo 60% das importações e recebendo 40% das exportações. Um caso importante foi a sentença da Corte de Justiça Europeia de 5 de julho de 1994 no qual não reconhecia os certificados estendidos pelas autoridades da República. Esta reduziu as exportações em 36,4 milhões de dólares (ou 66,7% do total) em 1993 e em 13,8 milhões de dólares em 2003 (ou seja em 28% do total). Ainda assim, a UE continua sendo o segundo destino comercial com 25% das importações e 28% das exportações.
O total das importações incrementaram-se a 853,1 milhões de dólares em 2004 (de 477,7 milhões de dólares em 2003), enquanto que o total das exportações aumentaram em US$ 61,5 milhões (de 50,6 milhões de dólares em 2003).
Chipre do Norte também busca a diversidade de mercados pelo que atualmente vende quase a metade de suas exportações ao Oriente Médio. A balança comercial continua deficitária mas é compensada fundamentalmente pelo turismo, ajuda estrangeira, empréstimos (principalmente da Turquia), ingresso de capitais e ingressos provenientes dos trabalhadores na parte greco-cipriota da ilha, as bases soberanas britânicas e das Nações Unidas.
A ajuda da Turquia é crucial para a economia. Sob o último protocolo firmado pelos dois países em 2005, a Turquia comprometeu-se a prover empréstimos e assistência de 450 milhões de dólares durante um período de três anos, para as finanças públicas, turismo, sistema bancário e projetos de privatização. O total do apoio financeiro turco desde 1974 estimado excede os 3 000 milhões de dólares.

## Educação
O sistema educacional da República Turca de Chipre do Norte divide-se em cinco partes:
- Educação pré-escolar: é dada através dos jardins escolares às crianças entre 4 e 6 anos;

- Educação Primária: é provida em duas etapas. A escola primária para crianças entre 7 e 12 anos a qual dura cinco anos e é obrigatória. A segunda etapa dura três anos e também é obrigatória;

- Educação Secundária: estruturada para jovens entre 16 e 18 anos, tem um programa de três anos. É dada pelos colégios conhecidos como liceus e colégios vocacionais. As escolas técnicas e vocacionais estão compreendidas pelos liceus comerciais, educação técnica, escola vocacional agrícola, escola de enfermagem e escola de turismo e gastronomia;

- Educação Superior: é dada pelas seguintes instituições:

- - Universidade Internacional de Chipre 
  - Universidade do Leste do Mediterrâneo 
  - Universidade Europeia do Lefke 
  - Universidade Americana de Girne 
  - Universidade da Cercania Oriental 
  - Academia de instrução de Professores de Nicósia Atatürk
  - Universidade Técnica do Oriente Médio. Campus de Chipre do Norte

- Educação Informal: a cargo da semelhança daqueles não aptos para a educação formal.

## População
A língua materna da população de Chipre do Norte é o turco (falada por turcos-cipriotas e turcos provenientes da Anatólia) com pequenas populações de cipriotas gregos e maronitas.
A República Turca de Chipre do Norte inclui a parte norte da cidade de Nicósia (em turco: Lefkoşa, em grego: Lefkosia), a qual serve como sua capital. Assim mesmo, no aspecto religioso, 99% da população professa a fé muçulmana sunita, e 1% restante reparte-se em pequenas comunidades cristãs; principalmente ortodoxas, mas também com presença de protestantes e católicos romanos.
Exceto por alguns maronitas, na área de Kormakiti (Koruçam), ao extremo oeste das alturas de Cirénia, e de vários centros de greco-cipriotas na península de Karpas, os habitantes da República Turca de Chipre do Norte são turco-cipriotas, descendentes dos turcos que se instalaram na ilha depois da conquista do Império otomano de 1571.
Mesmo a ilha tendo sido governada pelos venezianos, a população era de maioria grega. O domínio turco trouxe consigo a emigração de súditos do Império de distintas linguagens, crenças e tradições à ilha. Segundo um decreto do sultão Selim II, umas 5 720 famílias deixaram as regiões de Anatólia de Caramânia, Içel, Yozgat, Alanya, Antália e Aidim e emigraram para Chipre. Estes eram, em sua maioria, granjeiros, mas também havia pecuaristas, sapateiros, alfaiates, tecelões, cozinheiros, pedreiros, joalheiros e mineiros. Assim mesmo, uns 12 000 soldados, 4 000 homens de cavalaria e 20 000 antigos soldados, junto a suas famílias, permaneceram na ilha.
O Império otomano permitiu às comunidades não muçulmanas (ou millets, da palavra arábica por religião, millah) um grado de autonomia se elas pagassem seus impostos e obedecessem às autoridades. O sistema millet permitiu aos greco-cipriotas permanecerem em suas vilas e manterem suas tradições. Os imigrantes turcos a propósito localizaram-se em novos assentamentos mas muitos juntaram-se com os da comunidade grega. Durante quatro séculos, as duas comunidades coabitaram na ilha. Apesar de sua proximidade, cada comunidade manteve seus costumes sem estabelecer laços profundos entre eles. Exemplo disso é que cada comunidade considerava um tabu os matrimônios interétnicos[carece de fontes?] ainda que em algumas ocasiões acontecessem. De fato, as relações foram normalmente cordiais havendo poucas possibilidades de intimidade entre ambos.[carece de fontes?]
Segundo documentos dos registros governamentais do Império otomano, aproximadamente entre 40 000 e 60 000 súditos turcos viviam em Chipre no final do século XVI. No primeiro censo britânico de 1881, os greco-cipriotas eram uns 140 000 e os turco-cipriotas por volta de 42 638. Muitos dos habitantes desta última comunidade emigraram quando a ilha passou para mãos britânicas em 1878.
Houve um importante êxodo entre 1959 e 1974 para o Reino Unido e para a Austrália. A razão do ocorrido entre 1950/60 deveu-se à política liberal adotada pelos britânicos quando a ilha obteve sua independência. Depois, incrementou-se e deveu-se à luta interna. Em 1972, a população turco-cipriota passou a ser de cerca de 78 000.
Após os sucessos de 1974, iniciou-se um retorno de turco-cipriotas à ilha. Ademais, uns 20 milhares de trabalhadores turcos também rumaram ao setor. Muitos deles estabeleceram-se permanentemente e obtiveram a cidadania. Devido a esta situação, a população da República Turca de Chipre do Norte alcançou a 167 256 em 1988.[carece de fontes?]

## Imprensa
Periódicos:
- - Afrika gazetesi 
  - Halkın Sesi 
  - Kıbrıs gazetesi 
  - Kıbrıslı 
  - trnc.info - daily news 
  - Vatan 
  - Volkan 
  - Yeniduzengazetesi

Portais de notícias on-line:
- - Kıbrıs Postası. Atualizado diariamente. Independente 
  - Yerel Info. Notícias locais de Chipre do Norte 
  - Hamamböcüleri. Notícias alternativas. 
  - Kuzey Kıbrıs Haber 
  - European-Cyprus Net. Três línguas.

Semanais
- - Cyprus Post 
  - Cyprus Today – Semanario en inglés 
  - Londra Toplum Postası 
  - Londra Gazete, London Turkish Gazette 
  - Londra Olay Gazetesi 
  - Ortam 
  - Yeni Çağ

Notícias Econômicas
- - Kıbrıs Vizyon. 
  - Makro Ekonomi. Programa de TV econômico.

Agências de Notícias
- - TAK. Agência de notícias semioficial da RTNC 
  - INAF News Agency 
  - Arca Haber Ajansi

Desportos
- - CypSPORTS: World off Sports in North Cyprus 
  - Football Results from North Cyprus 
  - Scuba Diving en Chipre del Norte 
  - Golfing in North Cyprus

Clima
- - Weather in Cyprus

Revistas mensais
- - Kyrenia Post. Em inglês. 
  - North Cyprus Monthly. Revista do Ministério de Assuntos Exteriores da RTNC. 
  - Pan. Revista. 
  - Kıbrıs Vizyon. Notícias de Economia.

Revistas especializadas
- - Hekimce Online. Revista médica. [ligação inativa]
  - Mimarca. Publicação da câmara de arquitetos. 
  - Turcoman International

Radio e TV
- - Televisão

-   - BRT - Bayrak Radio & Television Corp. 
  - Akdeniz TV 
  - DAU TV [ligação inativa]
  - Kıbrıs Genç TV 

- - Rádio

-   - Radio Eastern Mediterranean 
  - Dance FM 
  - Kuzey FM 
  - Radyo Güven 
  - Radyo Vatan – Organización de Defensa Civil 
  - Plus 106 Estación de Radio 
  - LTR – London Turkish Radio 

- - TV e Rádio

-   - Makro Ekonomi 
  - TV Gazetesi 

## Forças Armadas
Suas forças armadas consistem em um exército de 5 000 homens de sete batalhões de infantaria. A primeira, segunda e terceira linha de reservas totalizam 26 000 homens.
A isto soma-se o contingente militar turco estacionado na ilha, sob o comando do 4.º Exército Turco (o Exército do Egeu) com comando em Izmir. Este tem um efetivo de 30 000 soldados, 450 tanques, 600 VCI e 200 peças de artilharia.
Sua ordem de batalha é:
11.º Corpo de Exército
- - 28.ª divisão de infantaria (Asha)
  - 39.ª divisão de infantaria (Morphorus)
  - 14.ª Brigada Blindada (Asha)
  - Brigada Independente mecanizada
  - Regimento de Artilharia
  - Regimento de Forças Especiais